# 後期高齢者医療制度廃止法案
後期高齢者医療制度廃止法案（こうきこうれいしゃいりょうせいどはいしほうあん）は、後期高齢者医療制度を廃止する法案。正式名称は「後期高齢者医療制度の廃止等及び医療に係る高齢者の負担の軽減等のために緊急に講ずべき措置に関する法律案」。

## 概要
2008年4月に導入された後期高齢者医療制度において批判が集まった。4月の山口2区の衆議院補欠選挙では、後期高齢者医療制度を争点として民主党候補が自民党候補に勝利する。
同年5月23日、民主・共産・社民・国民新の野党4党は参議院に後期高齢者医療制度廃止法案を提出した。法案の内容は、被扶養者の新規保険料負担を求めず、新制度とともに始まった高齢者の国民健康保険料の年金天引きをできる限り速やかに廃止し、遅くとも10月から中止とする。2009年度から2割負担になる70～74歳の医療費自己負担も一割のまま据え置くとした。 
同年6月3日に厚生労働委員会で実質審議入りとなった。6月5日午前、岩本司委員長の委員会運営に反発して自民・公明両党が提出した不信任動議は否決され、両党は退席した。同日午後、両党欠席のまま野党の賛成多数で可決した。6月6日、参議院本会議で野党の賛成多数により可決。自民・公明両党は反対した。同日、法案は衆議院に送付されたが、継続審議となり第171回国会における衆議院解散により廃案となった。
2010年12月、民主党内に2011年の統一地方選への影響を懸念する声がある等の理由により、同制度の廃止が1年以上先送りされる見通しとなった。
同法案について民主党の直嶋正行政調会長は、後期高齢者医療制度が「75歳以上の高齢者を74歳以下の国民とは異なる保険制度に強制加入させるもので、年齢で区切ることの合理的理由がない」と批判。与党は「代替案を示さず廃止だけ主張するのは無責任」と反対している。